# St. Peter und Paul (Rodenbach)

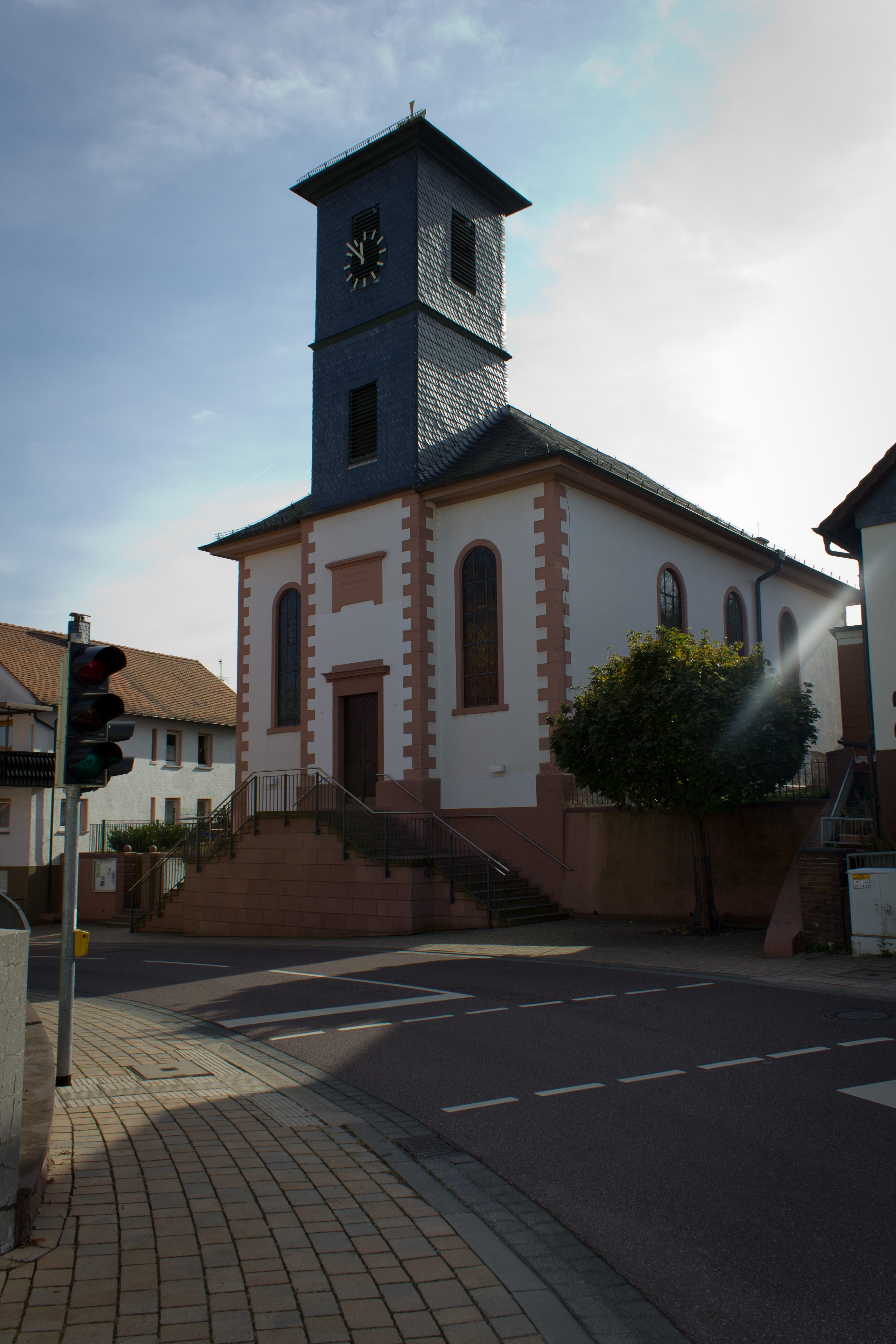
St. Peter und Paul (Rodenbach)

Die römisch-katholische, denkmalgeschützte Pfarrkirche St. Peter und Paul steht in Oberrodenbach, einem Ortsteil der Gemeinde Rodenbach im Main-Kinzig-Kreis in Hessen. Die Kirchengemeinde gehört zum Pastoralverbund Freigericht-Kinzigaue im Dekanat Kinzigtal des Bistums Fulda.

## Beschreibung
Der Grundsteinlegung am 25. Mai 1838  folgte am 4. September 1839 die Konsekration der klassizistischen Saalkirche durch Johann Leonhard Pfaff, den Bischof von Fulda. Der quadratische, mit einem Pyramidendach bedeckte Fassadenturm im Norden ist fast vollständig in das mit einem Walmdach bedeckte Kirchenschiff eingestellt. Die beiden oberen Geschosse des Turms sind schieferverkleidet. Sie beherbergen die Turmuhr und den Glockenstuhl, in dem ursprünglich drei Kirchenglocken von der Glockengießerfamilie Bach hingen, von denen zwei im Zweiten Weltkrieg eingeschmolzen wurden. 1949 wurden drei neue, von Petit & Gebr. Edelbrock gegossene Glocken aufgehängt. Von den ursprünglichen Glocken blieb nur eine erhalten, die sich jetzt in der Friedhofskapelle befindet. An den schmalen Chor im Süden ist 1903 eine halbrunde Apsis angebaut worden. Der Innenraum des Kirchenschiffs ist mit einem Spiegelgewölbe überspannt, der des Chors mit einem Kreuzgratgewölbe. Zur Kirchenausstattung gehört ein neugotischer Schrein. An der Südwand stehen eine Kreuzigungsgruppe sowie die Statuen des heiligen Petrus und des heiligen Paulus aus der 2. Hälfte des 18. Jahrhunderts. Die Orgel wurde 1839 von Adam Joseph Oestreich gebaut, die 1862 durch Wilhelm August Ratzmann restauriert.